# Norman Ortiz
Norman Emilio Ortiz (Cali, Colombia; 3 de enero de 1947) es un exfutbolista colombiano que jugó primordialmente en la década de los 60 y 70 en la posición de delantero. Se destacó por vestir exitosamente las camisetas de dos de los clubes más importantes de Colombia: El América y Deportivo Cali.

## Trayectoria
Inició su carrera en América de Cali en el año de 1965 formando parte inicialmente del equipo B, "el Barby" (Apodo que lo hizo famoso) nació en uno de los barrios populares de Cali, el Siloé, en 1966 jugó con Deportes Tolima un total de 5 partidos, al año siguiente regresó con los Diablos Rojos. En el año 1967, cuando se celebraron los 40 años de la fundación de América, bajo la dirección del técnico Julio Tocker, América consiguió una hazaña de 22 partidos invicto en una serie que terminó con una derrota el 27 de agosto contra el Unión Magdalena en Santa Marta. El equipo rojo quedó en la tercera posición.
2 años más tarde América logró el segundo subcampeonato profesional de su historia con Barby Ortiz como uno de los grandes referentes. Al año siguiente (1970), los escarlatas disputaban su primera Copa Libertadores, si bien la participación fue bastante modesta Ortiz estuvo en 6 partidos de la fase eliminatoria.
Era un delantero con gran panorama, inteligente para buscar el desborde en diagonal y desconcertante por sus gambetas, atacante imaginativo; en el Rojo del Valle se ganó un lugar importante con los hinchas a tal punto que su paso inesperado al Deportivo Cali ocasionó varias agresiones de parte de los hinchas del América. En el equipo verdiblanco logró un título profesional en la temporada 74.
Desafortunadamente para él su "descuidada" vida fuera de las canchas también le ganó una mala fama a tal punto que en una entrevista reciente afirmó "A mí si me gustó mi rumba y el baile. Los domingos, después de los partidos, salía a rumbear y al otro día pasaba mi guayabo, porque teníamos libre".

## Selección nacional
Integró las Selecciones Colombia en los Juegos Olímpicos del 1968 y en las Eliminatorias de 1969 para el Mundial de México 70; además jugó todos los partidos amistosos con la divisa tricolor.

### Participaciones en Juegos Olímpicos
| Torneo                   | Sede   | Resultado    |
| ------------------------ | ------ | ------------ |
| Juegos Olímpicos de 1968 | México | Primera fase |

## Clubes

### Como jugador
| Club            | País     | Año        |
| --------------- | -------- | ---------- |
| América de Cali | Colombia | 1965-1966  |
| Deportes Tolima | Colombia | 1966       |
| América de Cali | Colombia | 1967- 1972 |
| Deportivo Cali  | Colombia | 1973- 1974 |

## Palmarés

### Torneos nacionales
| Título           | Equipo         | País     | Año  |
| ---------------- | -------------- | -------- | ---- |
| Primera División | Deportivo Cali | Colombia | 1974 |